# رین فینیکس
رین فینیکس (انگلیسی: Rain Phoenix؛ زادهٔ ۲۱ نوامبر ۱۹۷۲) هنرپیشه اهل ایالات متحده آمریکا است. وی از سال ۱۹۸۲ میلادی تاکنون مشغول فعالیت بوده است. او خواهر بزرگتر واکین، لیبرتی و سامر فینیکس و خواهر کوچکتر ریور فینیکس است.

## گزیده فیلم‌شناسی
| خدمتکار تحت فرمان                             | ۱۹۸۷ |
| حتی دختران گاوچران هم نغمه‌های بلوز را می‌فهمند | ۱۹۹۳ |
| به خاطرش مردن                                 | ۱۹۹۵ |
| روزی که مردم زود بیدار شدم                    | ۱۹۹۸ |
| او                                            | ۲۰۰۱ |
| غریبه درون                                    | ۲۰۰۱ |
| هری و مکس                                     | ۲۰۰۴ |
| هیچ                                           | ۲۰۰۵ |
| بچه‌ها در آمریکا                               | ۲۰۰۵ |
| پایین پایین                                   | ۲۰۱۴ |